# Nazarij Jaremczuk
Nazarij Nazarowycz Jaremczuk (ukr. Назарій Назарович Яремчук; ur. 30 listopada 1951 w Riwni, zm. 30 czerwca 1995 w Czerniowcach) – ukraiński śpiewak estradowy (tenor). Ludowy Artysta Ukraińskiej SRR (1987).

## Życiorys
Urodził się we wsi Riwnia (ukr. Рівня) – obecnie włączonej w granice administracyjne miasta Wyżnicy. Był czwartym dzieckiem w rodzinie. Nazarij zaczął śpiewać już od dziecka, ponieważ wszyscy w rodzinie śpiewali. Ojciec był tenorem, śpiewał w cerkiewnym chórze, matka również dobrze śpiewała i była aktorką w Wyżnickim Teatrze Ludowym.
W 1969 ukończył wyżnicką szkołę średnią i próbował (bezskutecznie) dostać się wydział geograficzny na Uniwersytecie w Czerniowcach. W roku 1988 ukończył Instytut Kultury w Kijowie. W latach 1970–1995 był solistą wokalno-instrumentalnego zespołu "Smericzka" (ukr. Смерічка) filharmonii w Czerniowcach.
W 1995 r. Nazarij Jaremczuk dowiedział się, że jest chory na raka. Przyjaciele pomogli mu udać się na leczenie do Kanady, jednak operacja została przeprowadzona zbyt późno. 30 czerwca 1995 r. Jaremczuk zmarł w Czerniowcach. Został pochowany na centralnym cmentarzu miasta.
W marcu 1996 r. prezydenta Ukrainy Łeonid Kuczma przyznał pośmiertnie piosenkarzowi Państwową Premię im. T. Szewczenki.

## Życie prywatne
Jego synowie oraz córka Marija również są piosenkarzami.
Ojciec piosenkarza miał syna z pierwszego małżeństwa – Dmytra, który był o 27 lat starszy od Nazarija Jaremczuka. W latach 40. XX wieku, kiedy na Bukowinie działały różne grupy nacjonalistów ukraińskich, Dmytro przystąpił do OUN (Melnykowców). Walczył przeciwko sowietom, a później pod obcym nazwiskiem wyemigrował do Kanady. Bracia spotkali się dopiero na początku lat 1990., gdy Nazarij już był znanym na Ukrainie piosenkarzem. Dmytrowi i wszystkim emigrantom ukraińskim Nazarij poświęcił piosenkę "Bocian z Ukrainy" ("Лелека з України").

## Nagrody
- 1981 – na Międzynarodowym konkursie estradowym
- 1985 – festiwal młodzieży i studentów w Moskwie
- 1996 – Państwowa Nagroda im. Tarasa Szewczenki
- 2021 - Tytuł Bohatera Ukrainy pośmiertnie